# Bronisław Szmidt
Bronisław Szmidt (ur. w maju 1894, zm. 1937? w ZSRR) – polski historyk ruchu robotniczego, wydawca źródeł, działacz komunistyczny.

## Życiorys
Absolwent historii uniwersytetu we Lwowie. Następnie pracował jako nauczyciel w Kielcach i Równem. Członek KPRP, w latach 1921-1922 więziony. Wyjechał do ZSRR. Tam od 1924 wykładał historie w polskich technikach pedagogicznych w Leningradzie i w Kijowie. W latach 1932–1936 pracownik Instytutu Marksa - Engelsa - Lenina w Moskwie. Był obok Józefa Krasnego jednym z czołowych historyków polskich-komunistów w ZSRR. W 1937 w okresie wielkiej czystki został aresztowany i wkrótce później stracony. 

## Wybrane publikacje
- Socjaldemokracja Królestwa Polskiego i Litwy: materiały i dokumenty. 1, 1893-1904, oprac. B. Szmidt ; Instytut Marksa-Engelsa-Lenina przy CK WKP(b), Moskwa: Towarzystwo Wydawnicze Robotników Zagranicznych w ZSRR 1934.
- Socjaldemokracja Królestwa Polskiego i Litwy: materiały i dokumenty. 2, 1914-1918, oprac. B. Szmidt, pod red. S. Krzyżanowskiego, Moskwa: Towarzystwo Wydawnicze Robotników Zagranicznych w ZSRR 1936.